# NGC 913
NGC 913 est une galaxie lenticulaire située dans la constellation d'Andromède. NGC 913 a été découverte par l'astronome français Édouard Stephan en 1878.

## Caractéristiques
Sa vitesse par rapport au fond diffus cosmologique est de 4 803 ± 31 km/s, ce qui correspond à une distance de Hubble de 70,8 ± 5,0 Mpc (∼231 millions d'al).